# Buah Berak
Buah Berak is een bestuurslaag in het regentschap Lampung Selatan van de provincie Lampung, Indonesië. Buah Berak telt 1343 inwoners (volkstelling 2010).